# Oscar et la Dame rose (film)
Pour les articles homonymes, voir Oscar et la Dame rose (homonymie).
Pour plus de détails, voir Fiche technique et Distribution.
Oscar et la Dame rose est un film franco-belgo-canadien réalisé par Éric-Emmanuel Schmitt, auteur du roman du même nom, paru en 2002, sorti en salles le 9 décembre 2009.
Le film étant une adaptation du roman, quelques éléments ont changé : la vieille dame du livre a ainsi laissé sa place à une livreuse de pizzas.
Il s'agit du deuxième film réalisé par Éric-Emmanuel Schmitt après Odette Toulemonde (2007).

## Synopsis
Oscar, garçon de dix ans, séjourne à l'hôpital des enfants. Ni les médecins ni ses parents n'osent lui dire la vérité sur sa maladie. Seule Mamie Rose, femme à l'air bougon, venue livrer ses pizzas, communique avec lui sans détour. Pour le distraire, Rose propose un jeu à Oscar : faire comme si chaque journée comptait désormais pour dix ans. Elle lui offre ainsi une vie entière en quelques jours. Pour qu'il se confie davantage, elle lui suggère aussi d'écrire à Dieu. Dans ses lettres, Oscar avoue ses douleurs, ses inquiétudes, ses joies, son premier amour, le temps qui passe... Une amitié singulière naît entre Oscar et Mamie Rose. Tous deux sont loin d'imaginer à quel point cette complicité va bouleverser leur destin.

## Fiche technique
- Titre : Oscar et la Dame rose
- Scénario et dialogues : Éric-Emmanuel Schmitt, adapté de son roman Oscar et la Dame rose
- Photographie : Virginie Saint-Martin
- Décors : Jean-Jacques Gernolle
- Costumes : Jean-Daniel Vuillermoz
- Son : Patrick Rousseau, Louis Gignac
- Montage : Philippe Bourgueil
- Musique :  Michel Legrand (thème principal) ; Frédéric Vercheval (Happy Birthday This Day, L'Entrée de Casse-noisette)
  - Musiques additionnelles extraites du ballet Casse-noisette de Piotr Ilitch Tchaïkovski (Trepak, Valse des flocons de neige, Danse des mirlitons)
  - Chansons : Le Canon des écoliers et La Berceuse d'Oscar, paroles d'Éric-Emmanuel Schmitt, musique de Michel Legrand
- Production : Jean-Yves Asselin, Philippe Godeau, Bruno Metzger, Olivier Rausin, Denise Robert
- Sociétés de production : Pan-Européenne, TF1 Films, Studiocanal (France) ; Oscar Films, RTBF (Belgique) ; Cinémaginaire (Canada)
- Société de distribution : Wild Bunch Distribution
- Pays d'origine :  Belgique,  Canada,  France
- Langue : français
- Budget : 9,4M€
- Format : couleur — 35 mm — 2,35:1 — son Dolby SRD DTS
- Genre : drame
- Durée : 105 minutes
- Dates de sortie : 
  - France : 9 décembre 2009
  - Belgique : 16 décembre 2009

## Distribution
- Michèle Laroque : Rose
- Amir Ben Abdelmoumen : Oscar
- Amira Casar : Mme Gommette
- Mylène Demongeot : Lily, la mère de Rose
- Max von Sydow : le docteur Dusseldorf
- Mathilde Goffart : « Peggy Blue »
- Éric Remi : « Popcorn »
- Jonas Wertz : « Einstein »
- Martin Nissen : « Bacon »
- Thierry Neuvic : Victor
- Benoît Brière : l’annonceur
- Constance Dollé : la mère d’Oscar
- Jérôme Kircher : le père d’Oscar
- Bruno Metzger : le père de Peggy
- Catherine Israel : la mère de Peggy
- Stéphanie Crayencour : la fille de Rose
- Guillaume Kerbusch : le fils de Rose
- Réal Siellez : le curé
- Marcha Van Boven : l'infirmière
- Simone-Élise Girard : « Casse-noisette »

- Mona Jabé : Sandrine
- Nicolas Buysse : Le Professeur
- Estée Didier : Fille a lunettes
- Héloïse Lejeune : Brigitte
- Toussaint Colombani : Ami de la Fille
- Laurence Briand : Amie du Fils
- Françoise Oriane : Pocharde
- David Leclercq : Infirmier
- Sylvianne Ramboux-Ysaye : Vieille femme
- Hamed El Kadi : Adolescent
- Coline Leempoel : Fille Gimenez
- Alevtyna Titarenko : Diabolica Sinclair
- Nadine Louis : Sarah Youp la boum
- Catherine Lemieux : Plum Pudding
- Valérie Wiseman : Teton Royal
- Yves-Marina Gnahoua : Mme N'Da
- Sezen Avci : Couisine Gimenez
- Jean-Christophe Corbet : Coach 1 de Rose et Casse Noisette
- Sylvain Grenier : Coach 2 de Rose et Casse Noisette
- Ben Potvin : Coach 1 Diabolica - Plum et Teton Royal
- Guillaume Henri : Coach 2 Diabolica - Plum et Teton Royal
- Jean Turcotte : Mari de Téton Royal
- Pierre Bérubé : Soigneur 1
- Jean-François Poulin : Soigneur 2
- Marcel Clermont : Soigneur 3
- Jean-François Gascon : Soigneur 4
- Pauline Brisy : Pitt-bull (épileptique)

## Production
- Le film a été tourné au Canada, excepté pour les extérieurs au collège Saint-Michel d'Etterbeek/Bruxelles (Belgique).

## Erreurs
- Quand la dame rose va chez son ami, en récompense, il a un masque de Rey Mysterio (qui ne peut être gagné) et la ceinture poids lourds, qu'il devait rendre a son retrait.
- Après son match dans la boule à neige, la dame rose gagne une ceinture par équipe.